# Kabinet-Parts
Het kabinet van Juhan Parts was van 10 april 2003 tot 13 april 2005 de regering van Estland. Na de parlementsverkiezingen van 2003 werd Parts, lid van de Erakond Res Publica, door president Arnold Rüütel aangewezen om een nieuw kabinet samen te stellen. Hij vormde hiervoor een coalitie met Eesti Reformierakond en Eestimaa Rahvaliit.
Na bijna twee jaar viel deze regering. Eind maart 2005 werd minister Ken-Marti Vaher door de Riigikogu met een motie van wantrouwen afgezet, waarna premier Parts besloot ook op te stappen. Het demissionaire kabinet onder zijn leiding werd op 13 april 2005 vervangen door het eerste kabinet van Andrus Ansip.

## Samenstelling
- Premier: Juhan Parts (Res Publica)
- Minister van Buitenlandse Zaken:
  - Kristiina Ojuland (Reformierakond) tot 10 februari 2005
  - Rein Lang (Reformierakond) vanaf 21 februari 2005
- Minister van Defensie:
  - Margus Hanson (Reformierakond) tot 22 november 2004
  - Jaak Jõerüüt (Reformierakond) vanaf 22 november 2004
- Minister van Justitie: Ken-Marti Vaher (Res Publica)
- Minister van Financiën:
  - Tõnis Palts (Res Publica) tot 6 oktober 2003
  - Taavi Veskimägi (Res Publica) vanaf 6 oktober 2003)
- Minister van Economische Zaken en Communicatie:
  - Meelis Atonen (Reformierakond) tot 13 september 2004
  - Andrus Ansip (Reformierakond) vanaf 13 september 2004
- Minister van Sociale Zaken: Marko Pomerants (Res Publica)
- Minister van Binnenlandse Zaken: Margus Leivo (Rahvaliit)
- Minister van Regionale Zaken: Jaan Õunapuu (Rahvaliit)
- Minister van Bevolkings- en Etnische Zaken: Paul-Eerik Rummo (Reformierakond)
- Minister van Milieu: Villu Reiljan (Rahvaliit)
- Minister van Cultuur: Urmas Paet (Reformierakond)
- Minister van Onderwijs en Onderzoek: Toivo Maimets (Res Publica)
- Minister van Landbouw:
  - Tiit Tammsaar (Rahvaliit) tot 2 april 2004
  - Ester Tuiksoo (Rahvaliit) vanaf 2 april 2004